# Кичкетан
Кичкета́н (тат. Кичкетаң) — село в Агрызском районе Республики Татарстан, административный центр Кичкетанского сельского поселения.

## Этимология
Название произошло от татарских слов «кичке» (вечерний) и «таң» (рассвет, утренняя заря).

## География
Село находится в 2 км от реки Варзинка, в 51 км (58 км по автодорогам) к югу от города Агрыз. Вдоль села проходит автомобильная дорога регионального значения «Псеево — Крынды».

## История
В «Списке населённых мест Российской империи», изданном по данным 1859 года, населённый пункт упомянут как казённая деревня Кичкутан 2-го стана Елабужского уезда Вятской губернии, при ключе Кичкутане, расположенная в 62 верстах от уездного города Елабуга. Здесь насчитывалось 40 дворов и проживало 404 человека (203 мужчины и 201 женщина).
В 1887 году в деревне Кичкутан Варзинского сельского общества Салаушской волости проживало 684 жителя (345 мужчин, 339 женщин) в 119 дворах тептярей. Земельный надел деревни составлял 1809 десятин земли. У жителей имелось 136 лошадей, 133 коровы и 392 единицы мелкого скота (овец, свиней и коз); 201 человек занимался местными промыслами (в том числе 141 рогожник), 9 — отхожими промыслами (в том числе 3 торговца на ярмарке). Было 13 грамотных и 7 учащихся.
По переписи 1897 года в деревне проживало 792 человека (408 мужчин, 384 женщины), из них 790 магометан.
В 1905 году в деревне Кичкутан проживало 835 жителей (412 мужчин, 423 женщины) в 157 дворах.
С 10 августа 1930 года село в Красноборском районе (в 1930 и 1948 годах — центр сельсовета).

## Население
По переписи 2002 года в селе проживало 642 человека (281 мужчина, 361 женщина), татары (97 %).
По переписи 2010 года — 673 человека (301 мужчина, 372 женщины).
| 1782 | 1859 | 1877 | 1905 | 1920  | 1926 | 1938  |
| ---- | ---- | ---- | ---- | ----- | ---- | ----- |
| 27   | ↗404 | ↗684 | ↗835 | ↗1162 | ↘979 | ↗1067 |
| 1949 | 1958 | 1970 | 1989 | 2002  | 2010 | 2015  |
| ↘643 | ↘574 | ↘458 | ↗759 | ↘642  | ↗673 | ↘531  |
| 2021 |      |      |      |       |      |       |
| ↘478 |      |      |      |       |      |       |

Национальный состав села — татары.

## Инфраструктура
Имеются участковый пункт полиции, почтовое отделение, несколько магазинов, предприятие по разведению овец и коз, машинно-тракторная мастерская, зерноток, пекарня, недействующая молочная ферма и кладбище.

## Религия
Мечеть (с 1992 года).